# Alticorpus macrocleithrum
Alticorpus macrocleithrum är en fiskart som först beskrevs av Stauffer och Mckaye, 1985.  Alticorpus macrocleithrum ingår i släktet Alticorpus och familjen Cichlidae. IUCN kategoriserar arten globalt som livskraftig. Inga underarter finns listade i Catalogue of Life.